# 13434 Adamquade
13434 Adamquade este un asteroid din centura principală de asteroizi.

## Descriere
13434 Adamquade este un asteroid din centura principală de asteroizi. A fost descoperit pe 4 noiembrie 1999 la Socorro, New Mexico, în cadrul proiectului LINEAR. Asteroidul prezintă o orbită caracterizată de o semiaxă mare de 2,41 ua, o excentricitate de 0,18 și o înclinație de 2,0° în raport cu ecliptica.